# Vĩnh Châu (thị xã)
Vĩnh Châu là một thị xã cũ thuộc tỉnh Sóc Trăng cũ, Việt Nam.

## Địa lý
Thị xã Vĩnh Châu nằm ở phía đông nam tỉnh Sóc Trăng, cách thành phố Sóc Trăng 38 km, có vị trí địa lý:
- Phía đông và phía nam giáp Biển Đông với đường bờ biển dài gần 50 km
- Phía tây giáp thành phố Bạc Liêu, tỉnh Bạc Liêu
- Phía bắc giáp các huyện Mỹ Xuyên, Trần Đề và huyện Vĩnh Lợi, tỉnh Bạc Liêu.

## Hành chính
Thị xã Vĩnh Châu có 10 đơn vị hành chính cấp xã trực thuộc, bao gồm 4 phường: phường: 1, 2, Khánh Hòa, Vĩnh Phước và 6 xã: Hòa Đông, Lạc Hòa, Lai Hòa, Vĩnh Hải, Vĩnh Hiệp, Vĩnh Tân.
Bản đồ hành chính thị xã Vĩnh Châu, tỉnh Sóc Trăng

## Lịch sử